# Trochalopteron cachinnans
Trochalopteron cachinnans е вид птица от семейство Leiothrichidae. Видът е застрашен от изчезване.

## Разпространение
Видът е разпространен в Индия.